# Coelestin Hochbrucker
Coelestin Hochbrucker, OSB, eigentlich Franz Christian Hochbrucker, (* 10. Januar 1727 in Tagmersheim (bei Donauwörth); †  23. April 1805 in Wien) war ein deutscher Organist, Harfenist und Komponist. Er war der Neffe, sein Vater der Bruder des Harfenbauers Jacob Hochbrucker.
Hochbrucker genoss zunächst eine vielseitige Ausbildung (Deutsch, Latein, Musik) im Elternhaus und studierte dann in Neuburg an der Donau und Freising. In Freising wurde er Kompositionsschüler von Placidus von Camerloher. Er trat 1747 in das Benediktinerkloster Weihenstephan ein. 1752 erhielt er dort die Weihen. In Freising wurde 1774 sein biblisches Oratorium Die Juden in der Gefangenschaft des Manassa uraufgeführt. Hochbrucker galt als sehr guter Organist und Harfenist. Seine Kompositionen haben sich scheinbar nicht erhalten.